# Ambassade du Mexique au Maroc
L'ambassade du Mexique en Maroc est la représentation diplomatique de les États-Unis mexicains auprès de le Royaume du Maroc. Elle est également accréditée pour la Côte d'Ivoire, la Guinée-Bissau, le Mali et le Sénégal.
L'ambassadrice est, depuis 2019, Mabel del Pilar Gómez Oliver.

## Histoire
Le 31 octobre 1962, le Mexique et le Maroc ont établi des relations diplomatiques, six ans après l'indépendance du Maroc de la France. En 1990, le Mexique a établi une ambassade à Rabat qui avait été initialement accréditée par son ambassade à Lisbonne, au Portugal.

## Ambassade
Elle est située Av. Abderrahim Bouabid, Secteur 22, villa b2, à Rabat.